# 霍夫曼·拜阿陶
霍夫曼·拜阿陶（匈牙利語：Hoffmann Beáta，1967年6月22日—），匈牙利前女子手球运动员。她曾代表匈牙利国家队参加1996年夏季奥林匹克运动会手球比赛，获得一枚铜牌。